# Банківська комірка

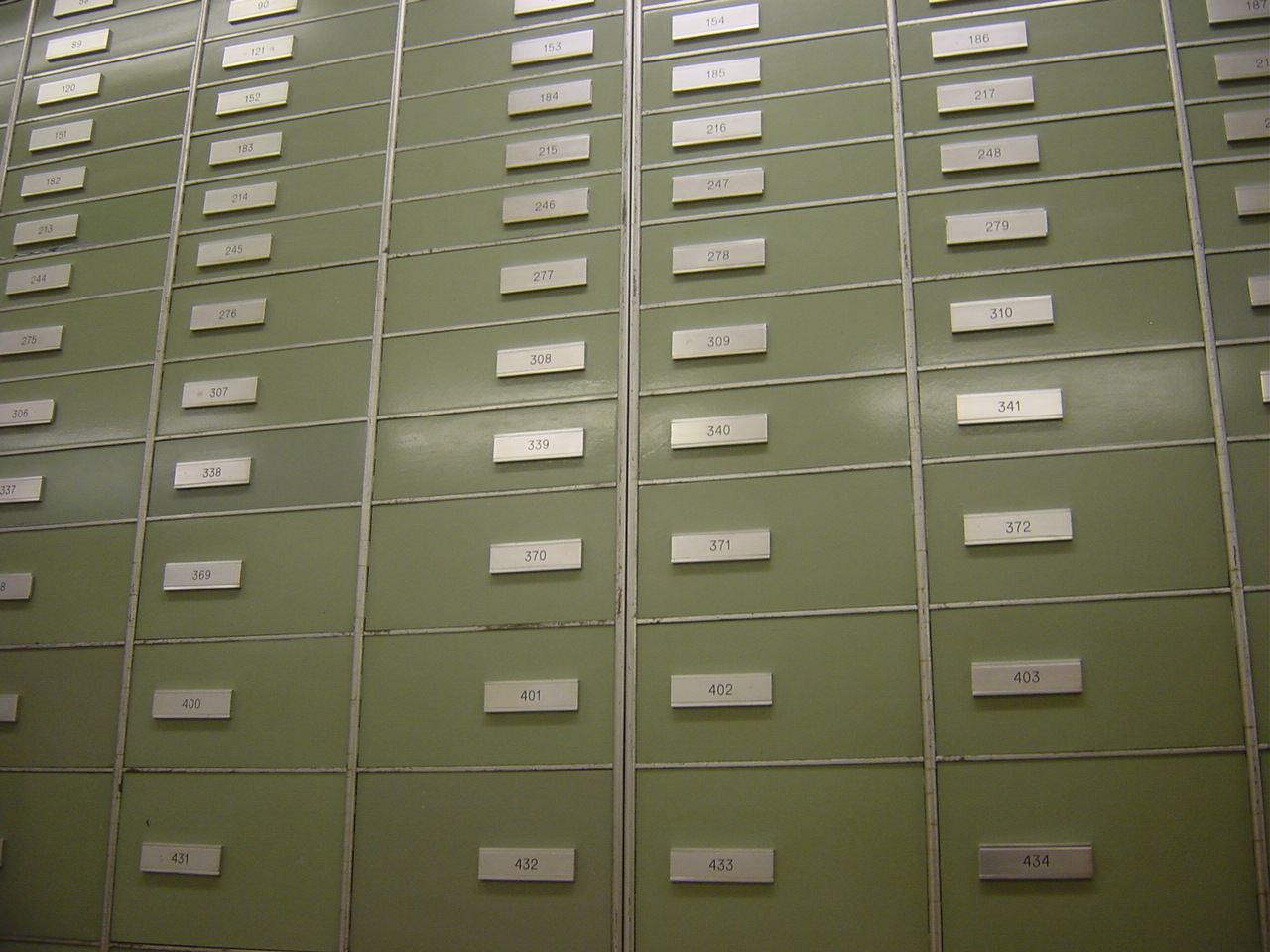
Депозитарні скриньки в одному зі швейцарських банків

Банківська комірка (банківська скринька, депозитарна комірка, індивідуальний банківський сейф, абонементний сейф, депозитна скринька) — сейф в банку, який дається клієнтам внайми з метою зберігання цінностей: грошей, цінних паперів, речей і документів.

## Пристрій
Депозитні комірки розміщуються в спеціально призначеному захищеному охоронними системами приміщенні банку (депозитарії).
Депозитарний осередок, зазвичай, оснащується двома замками, ключі від яких знаходяться, відповідно, у клієнта і в банку. В цьому випадку, відкрити осередок можуть тільки спільно клієнт і банківський службовець.

## Особливості
Зберігання в сейфі забезпечує повну конфіденційність, оскільки банк не перевіряє майно, яке зберігається в сейфі, і гарантує таємницю вкладення. Разом з тим, банк попереджає клієнта про неприпустимість приміщення в осередок заборонених до зберігання предметів.
Кожне відкриття сейфа, зазвичай, реєструється в спеціальному журналі.
Служба безпеки банку пред'являє жорсткі вимоги до осіб, які бажають потрапити в приміщення з осередками. Ці правила застосовні як до орендарів, так і до банківських працівників. Останні повинні мати спеціальний дозвіл і пред'являти його.

## Використання
Депозитні скриньки нерідко використовуються для проведення платежів за операціями з нерухомістю приблизно за такою схемою. Покупець укладає з банком договір оренди комірки на місяць-півтора і закладає в осередок гроші. Після завершення реєстрації угоди продавець пред'являє в банк паспорт, зареєстрований договір купівлі-продажу та інші документи, встановлені угодою сторін, і забирає гроші. Якщо угода не завершена, то покупець має право вилучити розміщені гроші з депозитарію по завершення періоду користування.
Вміст сейфів може бути вилучено, якщо воно буде визнане безгосподарним. Осередки також можуть бути піддані обшуку, а їх вміст — арешту згідно з постановою суду.

## Сучасна поширеність
У Сполучених Штатах, втім, як і в багатьох інших країнах, здача внайми клієнтам банківських сейфів вважається «застарілою послугою». Багато нових відділень банків зовсім відмовляються від їх встановлення. Протягом XX століття ця послуга була куди більш поширеною і респектабельною; але вже в XXI столітті використання банкового простору зросло в ціні через підвищення вартості землі та орендної плати, тому установка великої кількості сейфів перестала бути такою вигідною. Багато банків вважають дану послугу допоміжною стосовно основних напрямів основного бізнесу. Крім того, попри те, що громадськість в США вважає сейфи як місце підвищеної безпеки, в американських банках насправді практично немає стимулів для того, щоб гарантувати збереження речей; в США немає необхідних федеральних законів.